# Kaisa Pajusalu
Kaisa Pajusalu (Pärnu, URSS, 19 de febrero de 1989) es una deportista estonia que compitió en remo. Ganó una medalla de bronce en el Campeonato Europeo de Remo de 2012, en la prueba de scull individual.

## Palmarés internacional
| Campeonato Europeo | Campeonato Europeo | Campeonato Europeo | Campeonato Europeo |
| Año                | Lugar              | Medalla            | Prueba             |
| ------------------ | ------------------ | ------------------ | ------------------ |
| 2012               | Varese (Italia)    | Medalla de bronce  | Scull individual   |